# Shame (singel OMD)
Shame – trzeci singiel z siódmej płyty synthpopowego zespołu OMD The Pacific Age wydanej w 1986. Pierwszy singiel zespołu wydany na CD.

## Lista utworów
- 7"

1. "Shame (Re-recorded version)" - 3:49
2. "Goddess of Love" - 4:28

- 12"

1. "Shame (Extended re-recorded version)" - 6:59
2. "Shame (7" Version)" - 3:49
3. "Goddess of Love" - 4:28

- CD single

1. "Shame (Extended re-recorded version)" - 6:59
2. "Goddess of Love" - 4:28
3. "(Forever) Live and Die" (12" Mix)" - 5:57
4. "Messages" (10" Remix)" - 4:41

## Pozycje na listach
| Lista (1986)     | Najwyższa pozycja |
| ---------------- | ----------------- |
| UK Singles Chart | 52                |